# ディッセン・アム・トイトブルガー・ヴァルト
ディッセン・アム・トイトブルガー・ヴァルト (ドイツ語: Dissen am Teutoburger Wald, [ˈdɪs̩n am ˈtɔ͜ytobʊrɡɐ ˈvalt]) （以下、ディッセンと略記する）は、ドイツ連邦共和国ニーダーザクセン州オスナブリュック郡南部の市である。

## 地理

### 位置
ディッセンはトイトブルクの森の南斜面、オストヴェストファーレンへの移行部に位置している。最高地点は、北東の市境に位置するハンケニュル (307 m) である。市域の東西幅は約 8 km、南北幅は約 10 km である。土地の利用率は、農業用地 37.2 %、森林 41.5 %、住宅地および産業用地 12.6 %、交通用地およびその他が 8.7 % である（2014年12月31日現在）。

### 隣接する市町村
ディッセンは、西はバート・ローテンフェルデ、北はヒルター・アム・トイトブルガー・ヴァルトおよびメレ、東と南はノルトライン＝ヴェストファーレン州ギュータースロー郡のボルクホルツハウゼンとフェルスモルトである。

### 市の構成
本市は、ディッセン市区、アッシェン市区、エルペン市区、ノレ市区からなる。

## 歴史
ディッセンは、822年にルートヴィヒ敬虔王がオスナブリュック司教にディッセンの荘園を譲渡した際の文書に初めて記録されている。この集落がいつから存在していたかは明らかでない。
ディッセンは、1951年11月8日に都市権を授けられた。「ディッセン・アム・トイトブルガー・ヴァルト」という市名は、1976年1月1日に発効したニーダーザクセン州内務省の公的な指示によるものである。
ディッセンでは2005年3月1日から専任の市長が存在している。2011年11月1日以降ハルトムート・ニューマン (SPD) が市長を務めている。

### 市町村合併
1974年4月1日、ディッセン市と隣接するバート・ローテンフェルデン町との間で市町村域交換が行われ、人口約100人の地域がディッセン市に移管され、同時に人口約600人の地域がバート・ローテンフェルデに譲渡された。

### 地名の由来
ディッセンの古い地名としては、1217年、1284年、1325年に (de) Disnse、1223年、1282年、1402年、1412年、1442年、1456/58年、1463年、1556年、1605年以後に (de) Dissen、1225年に (in) Dyssene、1240年頃に Dissene、1246年に (de) Dissenen、1271年に (de) Dissine、1279年に (in) Dhissene、1402年、1412年、16世紀に Dyssen、1565年に Dissenn がある。意味を推測するのは困難であるが、「霧のかかった」を意味する diesig が低地ドイツ語では Disina という形になることから「ぼんやりと霧のかかった土地」を意味し、ディッセナー・バッハ沿いの湿地帯を表している可能性がある。

## 住民

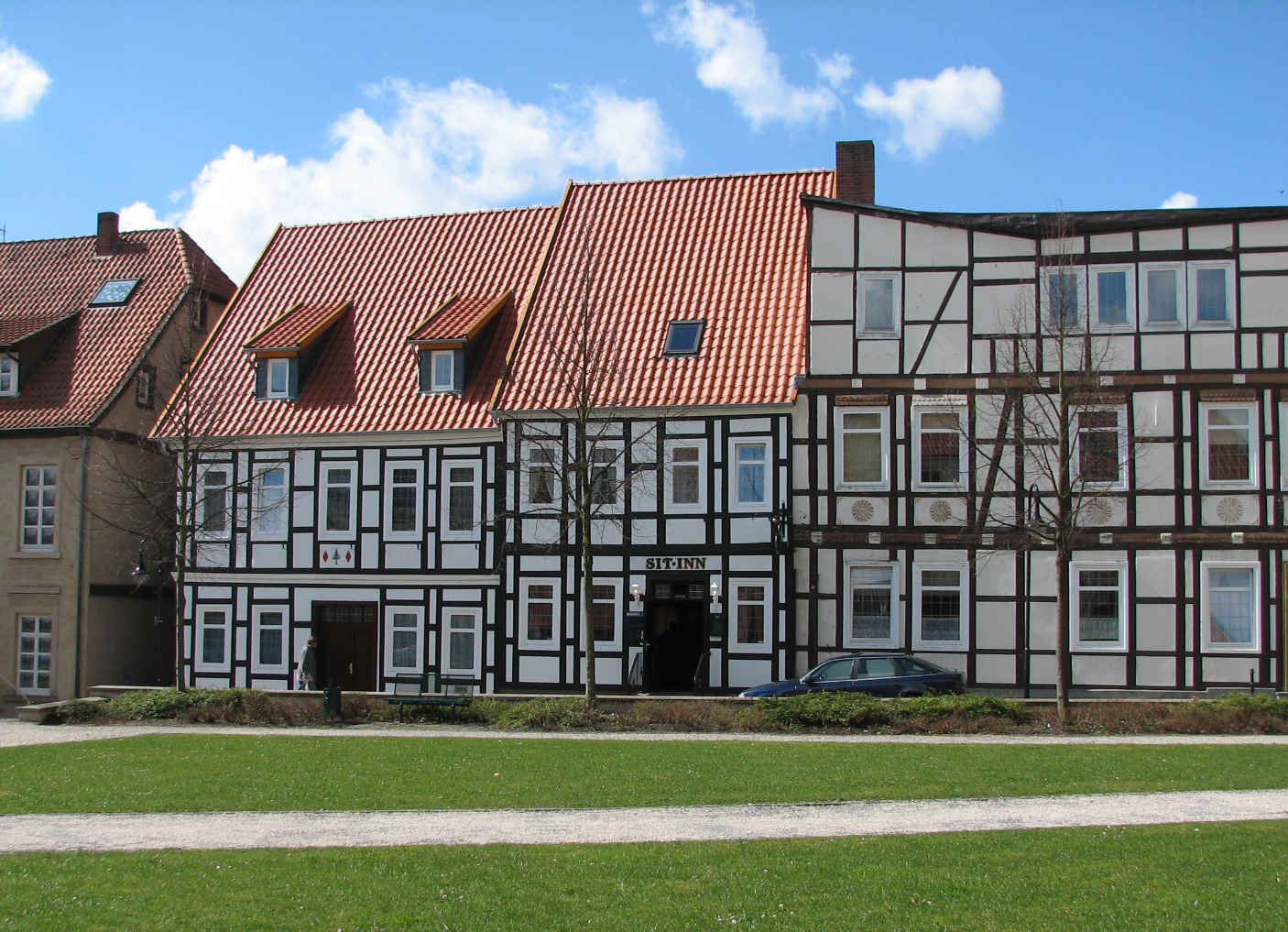
ディッセンに遺る木組み建築

### 人口推移
以下の表は、各年の12月31日時点での市域における人口を示している。
数値は、1987年5月25日の人口調査結果に基づくニーダーザクセン州統計およびコミュニケーション技術局の研究結果である。
1961年（6月6日）と1970年（5月27日）の数値は、1974年以降の市域にあたる地域の人口調査の結果である。
| 年   | 人口（人） |
| ---- | ---------- |
| 1961 | 6,962      |
| 1970 | 7,433      |
| 1987 | 8,060      |
| 1990 | 8,401      |
| 1995 | 9,010      |
| 2000 | 9,222      |
| 2005 | 9,322      |
| 2010 | 9,271      |
| 2011 | 9,396      |

## 行政

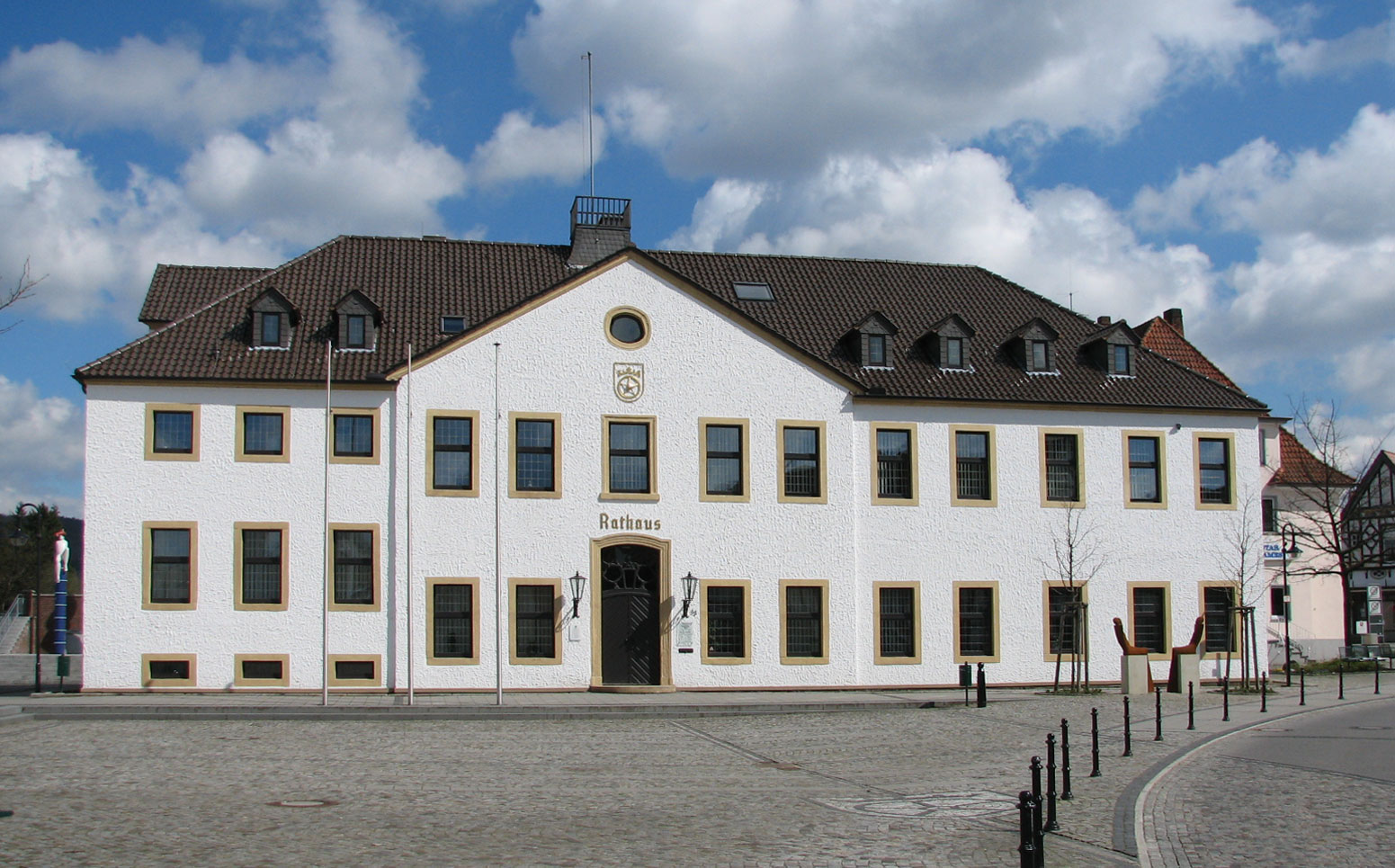
ディッセン・アム・トイトブルガー・ヴァルトの市庁舎

### 議会
市議会は 22議席からなる。これに市長が投票権を持つ議長として参加する。

### 紋章
図柄: 緑地。金の冠の下に5本スポークの金の輪。

### 姉妹都市
- ディッセン＝シュトリーショー（ドイツ語版、英語版）（ドイツ、ブランデンブルク州）
- グーデンスベルク（ドイツ、ヘッセン州）
- トゥーム（ドイツ語版、英語版）（ドイツ、ザクセン州）

## 経済と社会資本

### 交通
ディッセン＝バート・ローテンフェルデ駅は鉄道オスナブリュック - ビーレフェルト線 (KBS 402) の駅であり、1時間間隔でレギオナルバーン「ハラー・ヴィレム」(RB 75) が運行している。近郊旅客道路交通については、オスナブリュック行き、バート・ローテンフェルデ行き、バート・ラーエル行きの地方バスが運行している。
ディッセンは、市域を北西から南東に横切る連邦アウトバーン A33号線経由で広域道路網に接続している。このアウトバーンは、かつて市の中心部を貫いていた連邦道 B68線を代替するものである。市内では1996年から1999年に長さ 700 m のトンネルが建設された。これはアウトバーンのすぐ近くにある病院のための騒音対策で、このためこのトンネルは「騒音防止箱」と呼ばれている。

### 企業

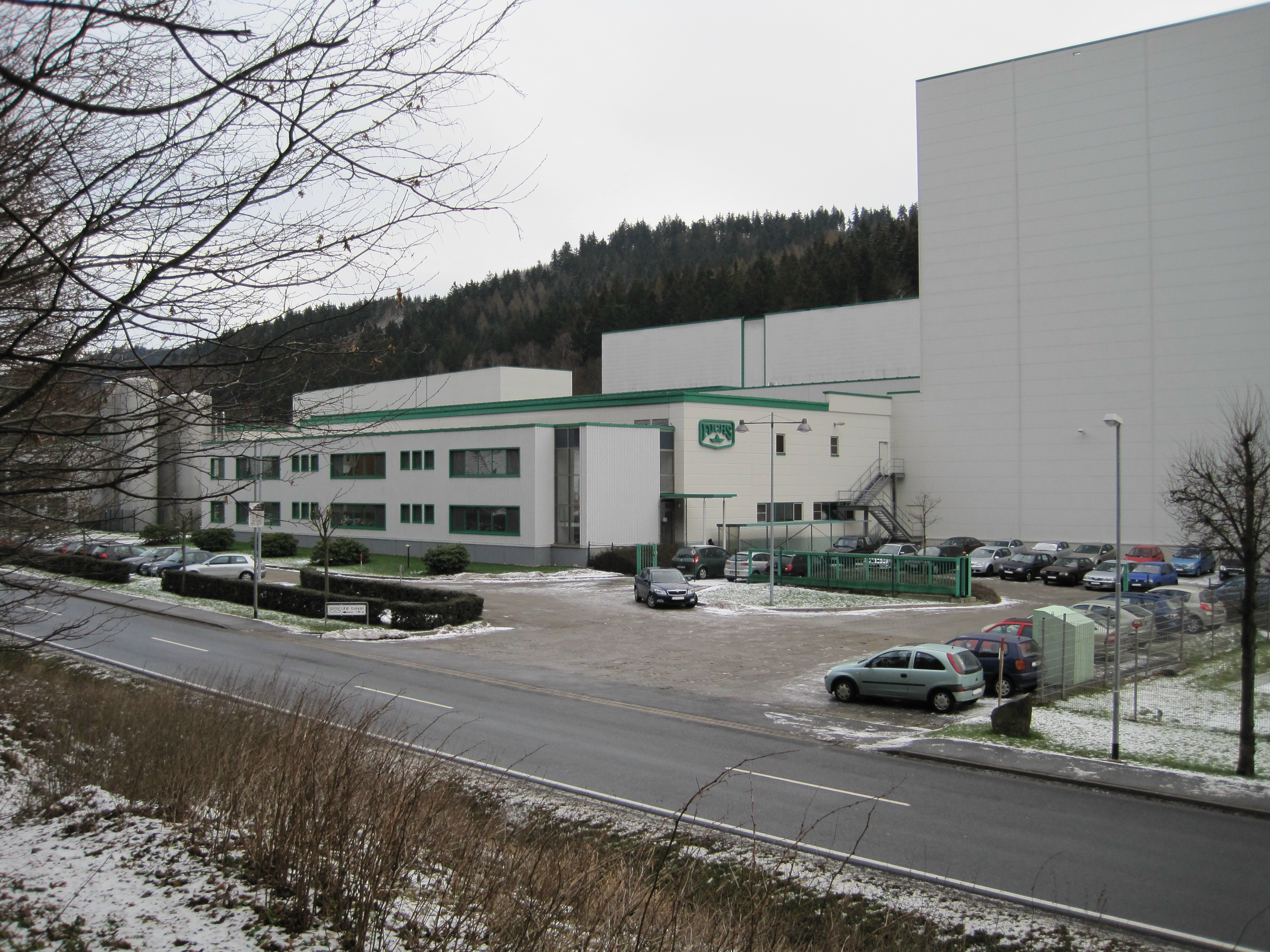
フックス・ゲヴュルツェ

ディッセン・アム・トイトブルガー・ヴァルトには食品会社がいくつか存在する。
- ホーマン・ファインコスト[9]
- シュルテ・フライシュ・ウントヴルストヴァーレン[10]
- フックス・ゲヴュルツェ[11]
- オストマン・ゲヴュルツェ[12]
- 経営破綻したガウゼポール・フライシュ企業グループの旧所在地跡にはヴェストフライシュの支社がある。

さらに、シリングマン消防自動車製造がディッセンにある。

## 文化と見所

### 建築

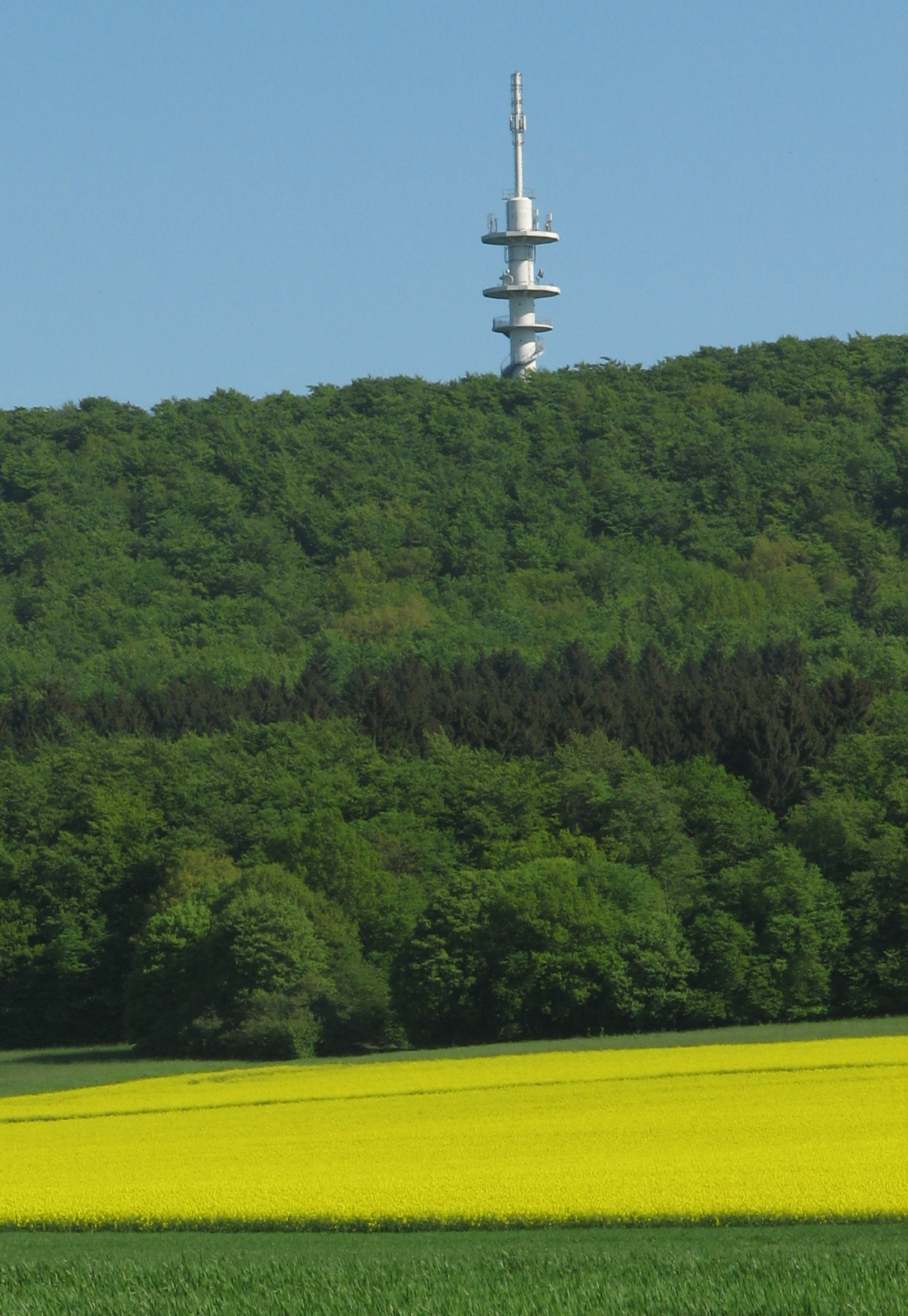
ディッセン通信塔

- ディッセン通信塔（展望台がある）
- フロンメンホーフ
- 聖マウリティウス協会（13世紀）

## 人物

### 出身者
- マルコ・ヘゲン（1971年 - ）ミュージシャン。バンド Marquess の元メンバー（ベース、キーボード）